# Tony Evers
Tony Evers (hay Anthony Steven Evers, sinh ngày 5 tháng 11 năm 1951) là một nhà giáo dục và chính trị gia người Mỹ. Ông hiện là Thống đốc thứ 46 của tiểu bang Wisconsin kể từ năm 2019. Ông nguyên là Giám đốc Giáo dục công cộng của Wisconsin trong mười năm 2007 – 2017. Năm 2017, Tony Evers tuyên bố ứng cử Thống đốc Wisconsin, cạnh tranh với Thống đốc đương nhiệm hai nhiệm kỳ của Đảng Cộng hòa Scott Walker, vượt qua cuộc bầu cử sơ bộ của Đảng Dân chủ và giành chiến thắng chung cuộc với tỷ lệ 49,54–48,44%, trở thành Thống đốc.
Tony Evers Đảng viên Đảng Dân chủ, Tiến sĩ Giáo dục, chính trị gia tự do. Tại Wisconsin, ông đã chỉ huy tiểu bang đối phó Đại dịch COVID-19 trong hoàn cảnh phe Cộng hòa chiếm đa số tại Hội đồng Lập pháp, hai bên liên tục tranh luận, kiện tục tại tư pháp tiểu bang lẫn tư pháp liên bang.

## Xuất thân và giáo dục
Tony Evers sinh năm 1951 tại thành phố Plymouth, quận Sheboygan, Wisconsin, Hoa Kỳ, tên khai sinh là Anthony Steven Evers, là con trai của Jean (Gorrow) và Raymond Evers, một bác sĩ. Ông lớn lên và theo học tại Trường Trung học Plymouth. Năm 1970, ông tới thủ phủ Madison, Wisconsin, theo học Đại học Wisconsin – Madison (UW) trong nhiều giai đoạn. Ở UW, ông tốt nghiệp Cử nhân Nghệ thuật năm 1974, Thạc sĩ năm 1978 và Tiến sĩ năm 1986. Sau đó, ông bắt đầu sự nghiệp chuyên nghiệp của mình với tư cách là một giáo viên và điều phối viên truyền thông tại khu vực giáo dục Tomah, Wisconsin. Từ năm 1979 đến năm 1980, ông là Hiệu trưởng Trường Tiểu học Tomah, và là Hiệu trưởng Trường Trung học Tomah từ năm 1980 đến năm 1984. Từ năm 1984 đến năm 1992, Tony Evers lần lượt là Giám đốc giáo dục khu Oakfield, khu Verona. Từ năm 1992 đến năm 2001, ông là Quản trị viên Cơ quan Dịch vụ giáo dục hợp tác (CESA) ở Oshkosh.

## Sự nghiệp giáo dục

### Tranh cử
Năm 1993, Tony Evers lần đầu tiên ra tranh cử chức vụ Giám đốc Giáo dục tiểu bang, một chức vụ phi đảng phái, nhưng đã bị đánh bại bởi John Benson. Năm 2001, ông tiếp tục tham gia bầu cử, xếp thứ ba trong bầu cử sơ bộ, sau Elizabeth Burmaster. Sau đó, Elizabeth Burmaster giành chiến thắng, đã bổ nhiệm Tony Evers làm Phó Giám đốc Giáo dục. Trong những năm này, ông cũng là Chủ tịch Hội đồng Giám đốc Trường Sĩ quan Wisconsin từ năm 2001 đến năm 2009. Năm 2009, Tony Evers tham gia tranh cử lần thứ ba, lần này ông đã chiến thắng, đánh bại Rose Fernandez trong bầu cử chung cuộc. Ở hai kỳ tiếp theo, ông tiếp tục đánh bại Don Pridemore năm 2013, vượt qua Lowell Holtz năm 2017 và tái đắc cử.

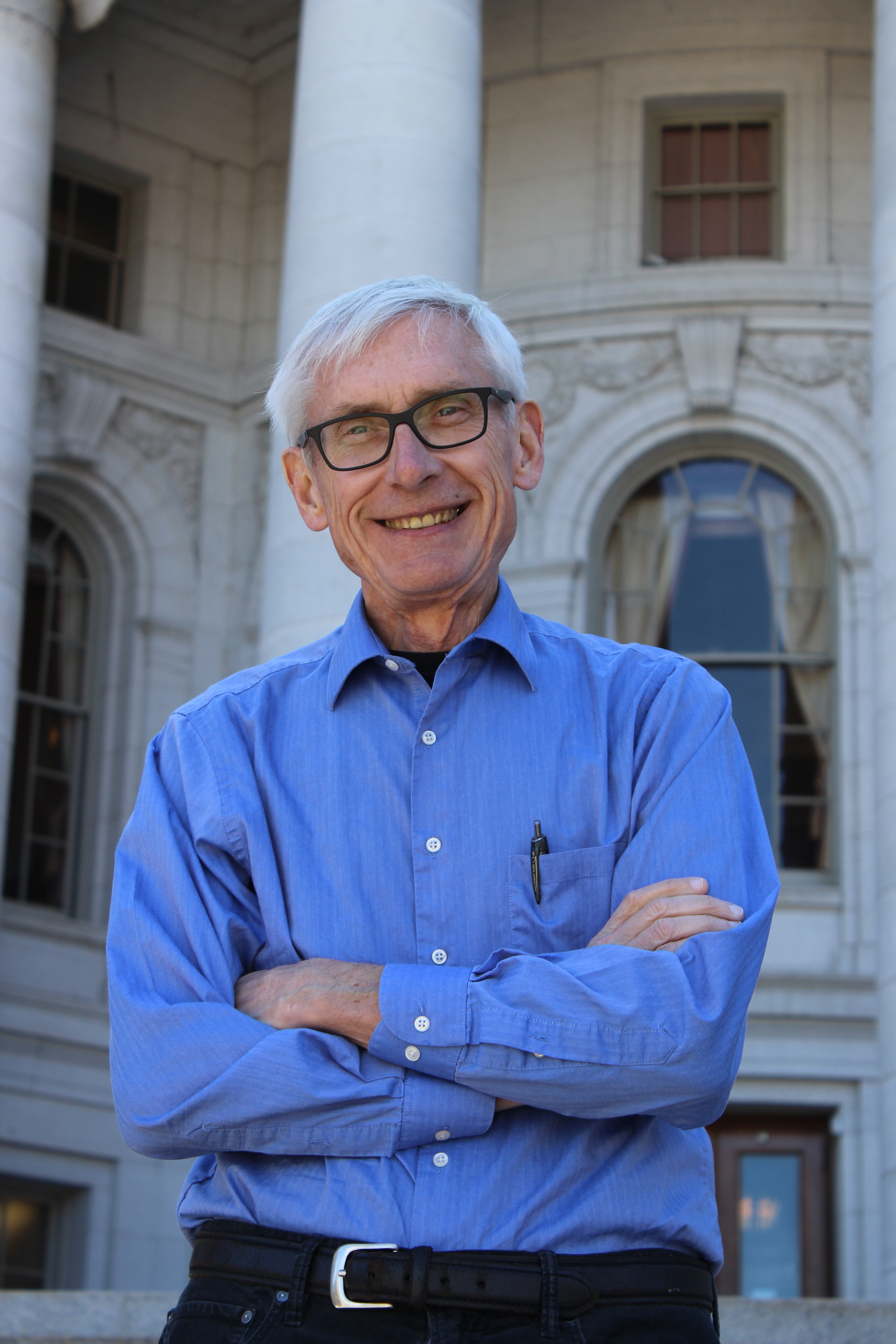
Tony Evers năm 2018.

### Nhiệm kỳ
Với vị trí Giám đốc Giáo dục tiểu bang trong 10 năm, Tony Evers đã thực hiện nhiều hoạt động và chính sách. Về sức khỏe tinh thần học sinh: năm 2017, Tony Evers đã đảm bảo tăng cường đầu tư của tiểu bang, liên bang để tăng số lượng chuyên gia được đào tạo trong các trường học và tài trợ nhiều hơn cho đào tạo sức khỏe tinh thần, hợp tác giữa các ngành. Với tư cách là Giám đốc Giáo dục, ông đã làm việc với Hội đồng Giáo dục Great Lakes (Ngũ Đại Hồ) và các cơ quan được liên bang công nhận ở Wisconsin để bắt đầu quy trình MOU, với các tổ chức giáo dục nhằm vạch ra mối quan hệ đối tác làm việc, hướng tới thiết lập và phát triển giáo dục trong và ngoài nước.
Tony Evers đề xuất kế hoạch cải cách tài chính trường học Fair Funding for Our Future, nhằm tìm cách giải quyết một số thách thức với hệ thống tài trợ của trường Wisconsin và đề xuất những thay đổi để đảm bảo tính công bằng và minh bạch về chất lượng của các trường Wisconsin. Vào thời điểm đó, Thống đốc Wisconsin, Scott Walker đã không đồng ý, không đưa kế hoạch giáo dục của ông vào dự toán vào ngân sách bang được đề xuất của mình, với lý do chi phí. Vào tháng 3 năm 2016, Bộ Giáo dục Hoa Kỳ thông báo rằng Tony Evers đã được chọn để phục vụ trong Ủy ban Quản lý Quy tắc thương lượng cho Tiêu đề 1, Phần A của Đạo luật Thành công của mọi học sinh (Every Student Succeeds Act, ESSA). Ủy ban liên bang chịu trách nhiệm soạn thảo các quy định được đề xuất cho hai lĩnh vực của ESSA.

## Thống đốc Wisconsin

### Tranh cử
Vào ngày 23 tháng 8 năm 2017, Tony Evers thông báo rằng ông sẽ tham gia bầu cử sơ bộ nội bộ đảng, hướng tới đề cử của Đảng Dân chủ cho chức vụ Thống đốc Wisconsin vào năm 2018. Trong chiến dịch, ông trích dẫn sự tái đắc cử năm 2017 của mình với tư cách là Giám đốc Giáo dục tiểu bang với hơn 70% phiếu bầu, cũng như những lời chỉ trích của ông đối với Thống đốc Scott Walker, là những lý do chính để quyết định tranh cử. Ông tung ra quảng cáo chiến dịch đầu tiên của mình chống lại Scott Walker vào ngày 28 tháng 8 năm 2017. Trong tháng 8 năm 2018, Tony Evers đã giành chiến thắng trong cuộc bầu cử sơ bộ gồm tám ứng cử viên của Đảng Dân chủ, tham gia tổng tuyển cử vào ngày 6 tháng 11 năm 2018, và đã đánh bại đương nhiệm Thống đốc Scott Walker với tỷ lệ sít sao 49,54–48,44%. Ngày 7 tháng 1 năm 2019, Tony Evers tuyên thệ nhậm chức Thống đốc tiểu bang Wisconsin.

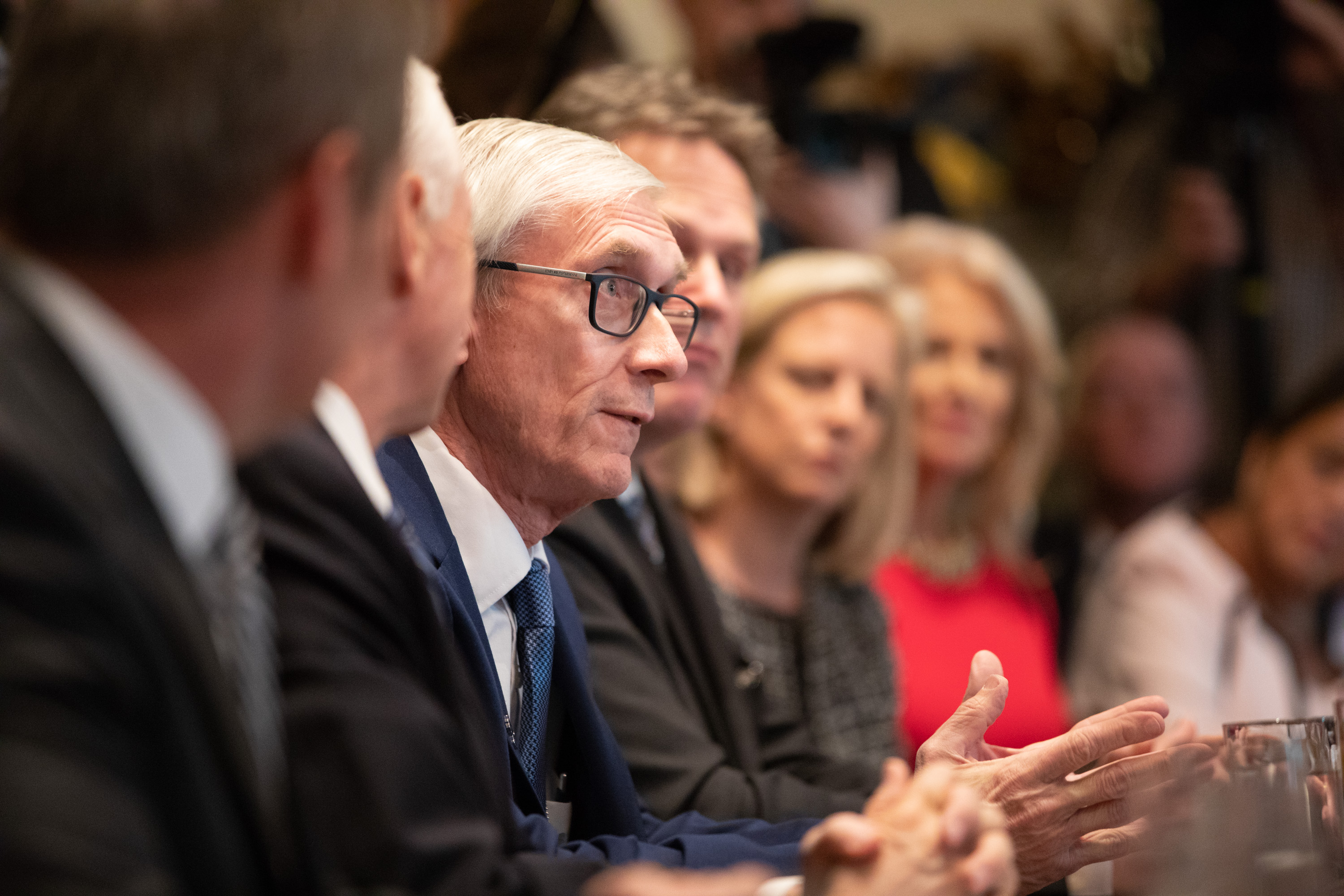
Thống đốc đắc cử Tony Evers trao đổi tại Nhà Trắng năm 2018.

### Nhiệm kỳ
Sau cuộc bầu cử năm 2018, Hội đồng Lập pháp Wisconsin do Đảng Cộng hòa kiểm soát đã họp trong một phiên họp vịt què ba tuần trước khi Tony Evers nhậm chức, đã thông qua luật giảm quyền hạn của Thống đốc và Tổng Chưởng lý Wisconsin nhiềm kỳ mới. Hội đồng Lập pháp cũng ban hành luật hạn chế quyền bỏ phiếu, bao gồm giới hạn bỏ phiếu sớm ở Wisconsin và hạn chế việc sử dụng thẻ nhận dạng sinh viên làm giấy tờ tùy thân có thể chấp nhận được đối với cử tri. Scott Walker đã ký tất cả các điều luật thành luật, trước sự phản đối mạnh mẽ của Tony Evers. Động thái này bị chỉ trích rộng rãi như một trò chơi quyền lực, và bị thách thức là vi hiến trong bốn vụ kiện do Tony Evers, các Đảng viên Đảng Dân chủ Wisconsin khác và các liên đoàn lao động đệ trình. Sau đó, những thay đổi đối với Luật Bỏ phiếu của Wisconsin đã bị một tòa án liên bang hủy bỏ. Vào tháng 2 năm 2019, Tony Evers bày tỏ quan điểm không đồng ý với Donald Trump về vấn đề biên giới, đã rút lực lượng Vệ binh Quốc gia Wisconsin khỏi biên giới với México, nơi Tổng thống Donald Trump đã kêu gọi về tình trạng khẩn cấp quốc gia.
Về cần sa: Tony Evers đã chuẩn bị một đề xuất ngân sách bao gồm các vấn đề về hợp pháp hóa việc sử dụng cần sa y tế cho những bệnh nhân mắc một số điều kiện nhất định, theo đề xuất từ bác sĩ hoặc chuyên gia. Ông cũng đề xuất xác minh phi hình sự hóa sở hữu hoặc phân phối 25 gram cần sa trở xuống ở Wisconsin và bãi bỏ yêu cầu người sử dụng cannabidiol phải có chứng nhận của bác sĩ hàng năm. Các đề xuất về cần sa của ông đã bị phản đối bởi các nhà lãnh đạo Đảng Cộng hòa trong Hội đồng Lập pháp. Vào tháng 3 năm 2019, Tony Evers đã thay thế 82 lệnh bổ nhiệm Chính phủ Wisconsin mà Scott Walker đưa ra ở phiên họp vịt què vào tháng 12 năm 2018, sau khi một thẩm phán Wisconsin ra phán quyết rằng việc xác nhận những người được bổ nhiệm trong phiên họp vịt què đã vi phạm hiến pháp Wisconsin. Vào ngày 24 tháng 8 năm 2020, Tony Evers triển khai Lực lượng Vệ binh Quốc gia Wisconsin đến Kenosha sau cuộc bạo loạn xảy ra từ vụ nổ súng Jacob Blake. Vệ binh tiến hành kiếm soát các vấn đề về cướp bóc; hư hại và phá hủy xe cộ, trụ sở doanh nghiệp và các cơ sở công cộng như một số trường học địa phương, Bảo tàng Khám phá khủng long Kenosha, thư viện công cộng. Tony Evers nêu lên phản ứng với vụ nổ súng bằng cách kêu gọi các nhà lập pháp Wisconsin mở một phiên họp đặc biệt để thông qua luật giải quyết sự tàn bạo của cảnh sát địa phương.

### Đại dịch COVID-19
Vào ngày 12 tháng 3 năm 2020, do Đại dịch COVID-19, Tony Evers đã tuyên bố tình trạng khẩn cấp về sức khỏe cộng đồng trong tiểu bang. Sau đó, ông ra lệnh đóng cửa tất cả các trường học trong bang trước ngày 18 tháng 3, không mở cửa trở lại cho đến ít nhất là ngày 6 tháng 4. Ông ra một lệnh cấm trên toàn tiểu bang đối với các cuộc tụ tập công khai của hơn 10 người, theo lời khuyên từ Chính phủ liên bang. Người dân chỉ được phép rời khỏi nhà của họ để làm việc và tập thể dục cần thiết. Một cuộc thăm dò được tiến hành tại tháng 3 đã cho thấy kết quả đánh giá chấp thuận cách xử lý của Tony Evers là 65%, tăng 14% trong một tháng, với 76% cử tri đã tán thành cách xử lý đại dịch của ông.
Tháng 4 năm 2020, Tony Evers đã ban hành một lệnh hành pháp để trì hoãn cuộc bầu cửTổng thống sơ bộ tại Wisconsin, cũng như các cuộc bầu cử trùng hợp khác. Động thái này được đưa ra nhằm phản ứng lại việc các Đảng viên Cộng hòa trong Hội đồng Lập pháp không hành động để trì hoãn hoặc sửa đổi cuộc bầu cử trực tiếp bất chấp nguy cơ lây lan virus tồi tệ hơn nếu cuộc bầu cử diễn ra theo kế hoạch. Đa số chính khách bảo thủ tại Tòa án Tối cao Wisconsin đã chặn lệnh hành pháp chỉ vài giờ sau khi nó được ban hành vào ngày, và cuộc bầu cử sơ bộ vẫn diễn ra như dự kiến.
Cùng trong tháng, Tony Evers đã ra lệnh kéo dài thời gian đóng cửa trên toàn tiểu bang, yêu cầu tất cả các trường học trong tiểu bang phải đóng cửa cho đến cuối năm học. Hội đồng Lập pháp đã nhanh chóng khởi kiện để ngăn chặn lệnh này, và phe đa số bảo thủ của Tòa án Tối cao Wisconsin cuối cùng đã hủy bỏ lệnh này vào ngày 13 tháng 5, sau khi tình trạng khẩn cấp ban đầu của ông đưa ra hết hạn. Tony Evers đã phản ứng với vụ kiện bằng cách cáo buộc các Đảng viên Cộng hòa tại Hội đồng Lập pháp là những kẻ chiếm đoạt quyền lực, và cho rằng họ quan tâm đến quyền lực chính trị hơn là cuộc sống của người dân. Trong thời kỳ này, ngoài việc chỉ huy chống dịch, ông đã công bố một kế hoạch phục hồi được gọi là Badger Bounce Back, trình bày chi tiết về chương trình mở cửa lại nền kinh tế của Wisconsin dần dần khi đại dịch lắng xuống.

## Lịch sử tranh cử
Tony Evers trong sự nghiệp đã tham gia sáu cuộc tranh cử, năm cuộc bầu cử Giám đốc Giáo dục và một chiến dịch Thống đốc Wisconsin. Ông đã thua cuộc trong hai cuộc tranh cử giáo dục đầu tiên vào những năm 1993, 2001; sau đó quay trở lại và liên tục giành chiến thắng từ năm 2009 đến nay.

### Tổng tuyển cử Thống đốc 2018

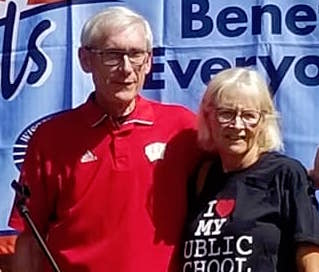
Vợ chồng Evers năm 2018.

## Đời tư
Tony Evers đã gặp gỡ Kathy Evers từ thời trung học, hai người yêu nhau, kết hôn và chung sống cùng nhau. Họ có ba người con trưởng thành và bảy đứa cháu. Tony Evers từng bị ung thư thực quản trước khi trải qua cuộc phẫu thuật chuyên sâu vào năm 2008, đã vượt qua căn bệnh.